# Mod suexec
Das Apache-Modul mod_suexec dient dazu, CGI-Programme in einer geschützten Umgebung ausführen zu lassen.
Über ein mehrstufiges Sicherheitskonzept wird dabei zum einen verhindert, dass unsichere Programme überhaupt ausgeführt werden, zum anderen werden ausführbare Programme nur unter definierten Benutzerkennungen und mit einem eingeschränkten Befehlssatz gestartet.